# ニーダロス大聖堂
座標: 北緯63度25分37秒 東経10度23分49秒 / 北緯63.4269度 東経10.3969度

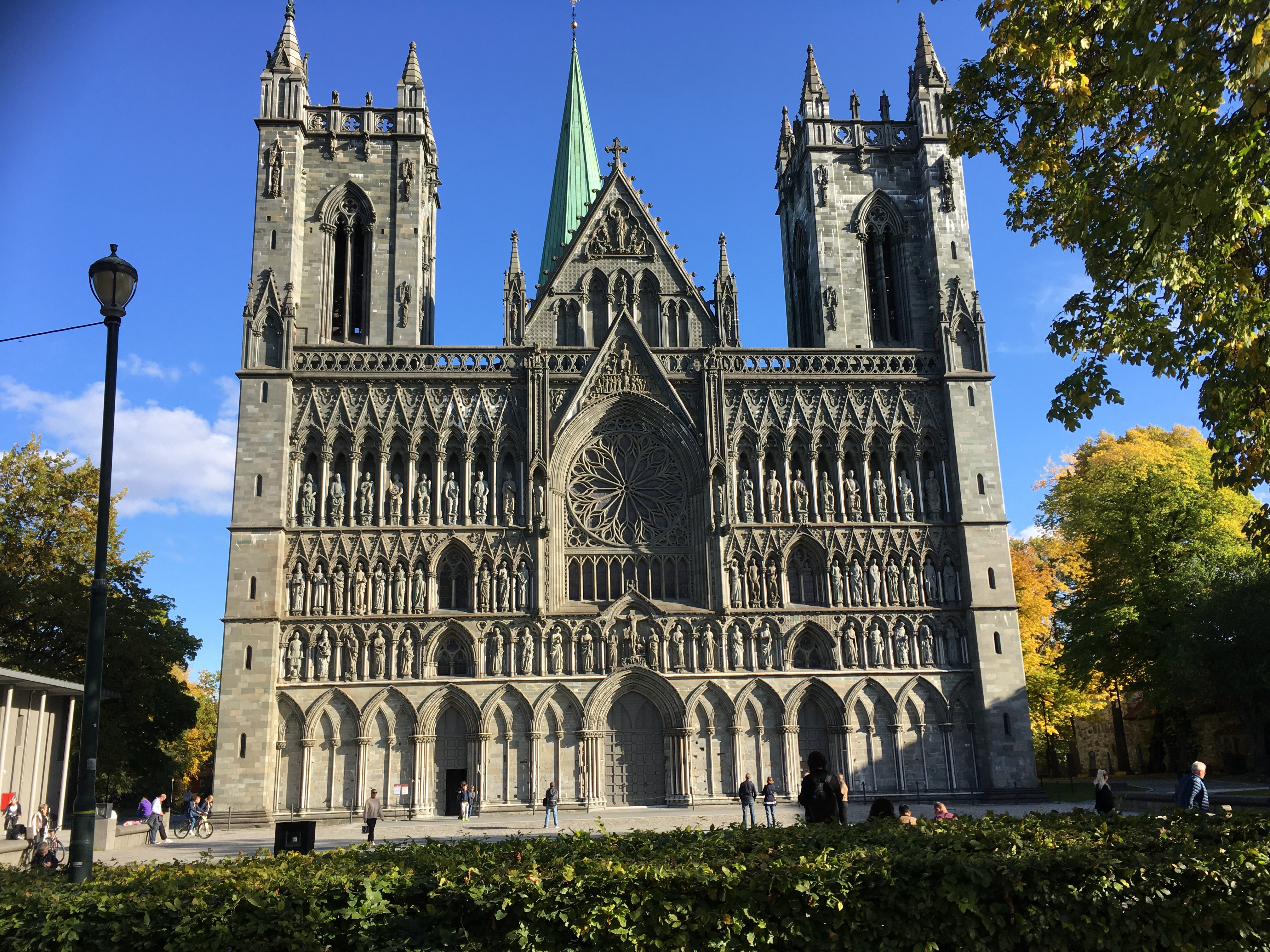
ファサード

ニーダロス大聖堂 （ノルウェー語：Nidarosdomen）は、ノルウェーで最も壮麗な教会建築で、トロンハイムにある。1152年に設立されたノルウェー大司教座の大聖堂。宗教改革以後、ルーテル教会派の司教座となった。建築様式はロマネスク様式とゴシック様式である。過去には北ヨーロッパ中から信徒がやってくる重要な巡礼地であった。

## 戴冠式

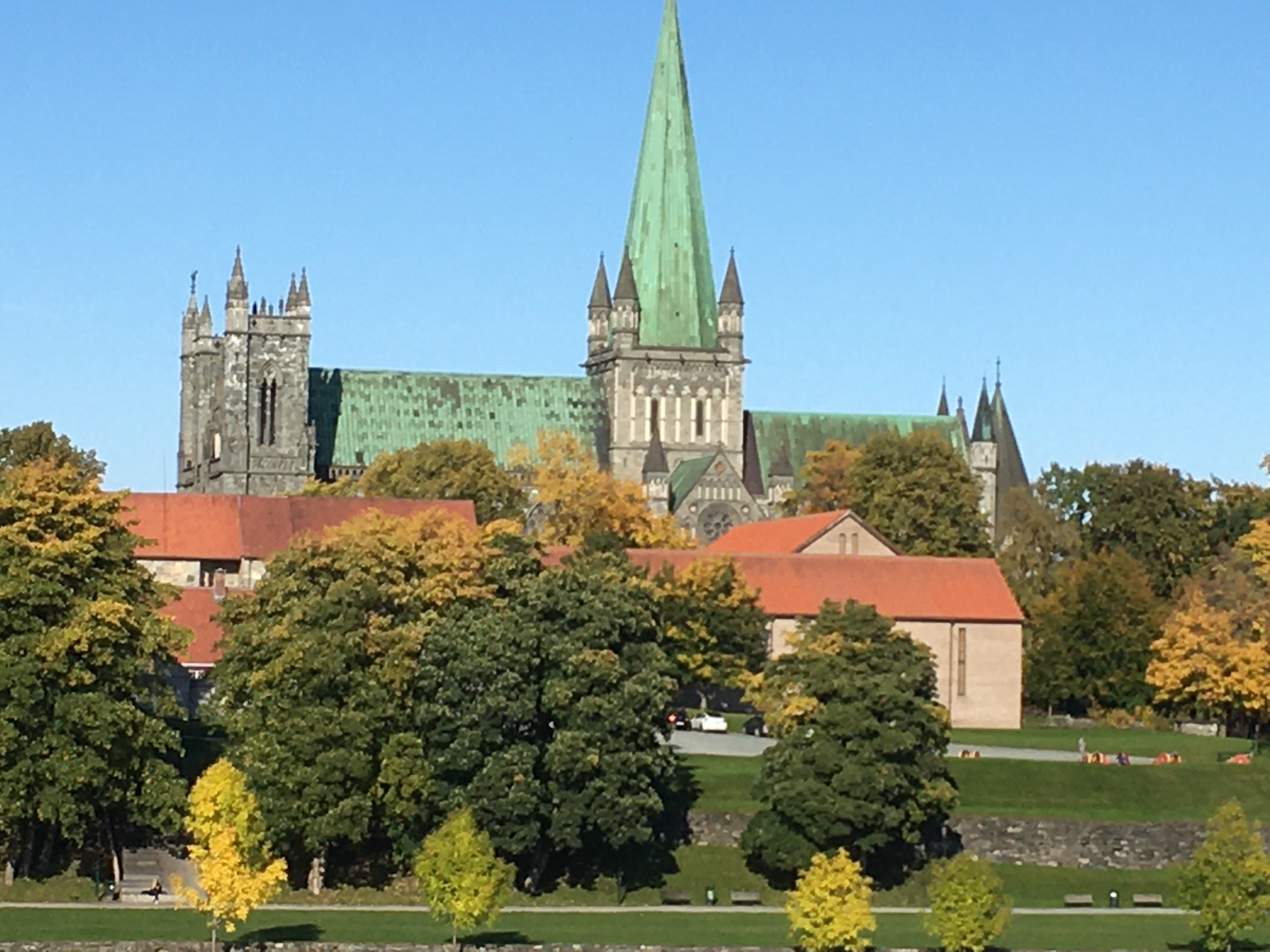
南面

ノルウェー国王たちの戴冠式が執り行われたのは、最初はベルゲンかオスロであった。1400年以後、ニーダロス大聖堂は戴冠式教会となったが、宗教改革以後戴冠式はデンマークとの同君連合時代からはここで行われなかった。戴冠式は1814年にノルウェーが自治を回復してから再開された。1814年憲法は、ニーダロス大聖堂は国家の戴冠式教会であると明文化した。最後の戴冠式が執り行われたのは1906年のホーコン7世の為のものである。2年後、憲法が改正され、戴冠式の条項が除去された。後の王たちは、大聖堂内で公式に教会の祝福を受けた。ノルウェー王の王冠が大聖堂に保管してあり、2006年から常設展示されている。

## オーラヴ王
大聖堂は、1030年にスティクレスタズの戦いで殺されたオーラヴ・ハーラルソンの埋葬された場所として建設されたとされてきた。オーラヴ王は死後370日後に列聖され、ニーダロスへ向かう巡礼がすぐに始まった。

## 建設と修復
大聖堂建設は1070年に始まり、1300年頃に終了した。大聖堂は1327年の大火でひどい損害を受け、再び1531年にも火事で損傷した。交差廊の西本堂は崩壊し、1900年代初頭の修復まで再建されなかった。1708年、石壁を除いて完全に燃え落ちた。1719年には落雷を受け、再び火で痛めつけられた。主任建築家ハインリヒ・エルンスト・シルマーが指揮した主たる再建と修復は、1869年に始まった。クリスチャン・クリスティによってほぼ完成した。公式に完成したのは2001年である。大聖堂のメンテナンスは進行している。

## オルガン

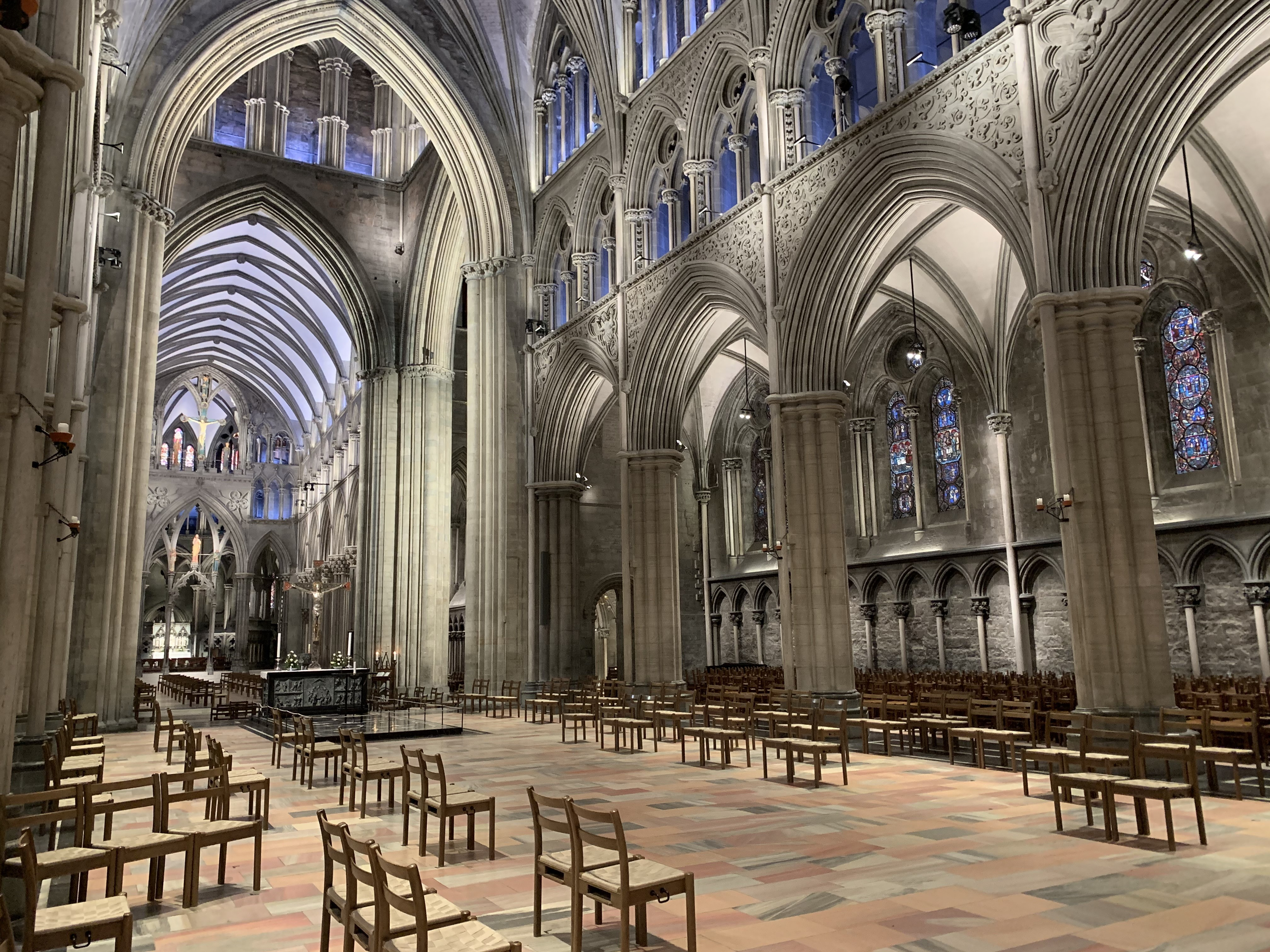
身廊

2つの巨大なパイプ・オルガンが聖堂内に設置されている。北交差廊にあるメイン・オルガンはシュタインマイヤーによってつくられ、1930年に据えられた。125の音栓がある。1962年、オルガンは緻密に再建され西本堂へ移動した。多くの音栓が取り除かれた。これらのいくつかは、新しい聖歌隊オルガンをつくるため使われた。1993年から1994年、古いバロック様式のオルガン（ヨーハン・ヨアヒム・ワーグナーが1738年から1740年にかけ作った）が細心の注意を払ってJürgen Ahrendの手で修繕された。これには30個の音栓があり、北交差廊のギャラリーにある。
現在、大聖堂は観光地として人気がある。観光客は、しばしばかつての歴史ある巡礼路を通って壮麗な教会へ向かう。

## 聖歌隊
- ニーダロス大聖堂聖歌隊
- ニーダロス少年合唱団
- ニーダロス少女合唱団
- Schola Sancta Sunnivae